# IIHF European Champions Cup
De IIHF European Champions Cup was een door de Internationale IJshockeyfederatie (IIHF) georganiseerde Europese ijshockeycompetitie voor de winnaars van de nationale kampioenschappen. 

## Historiek
De eerste editie vond plaats in het seizoen 2005 en werd gewonnen door het Russische Avangard Omsk. De laatste editie vond plaats in 2008 en werd gewonnen door het Russische Metalloerg Magnitogorsk. Het was ook bekend onder de naam Super Six, aangezien de winnende teams van de zes beste Europese nationale competities eraan deelnemen volgens de IIHF-wereldranglijst, opgesteld op basis van de resultaten van de respectieve nationale vertegenwoordigers tijdens de laatste 4 edities van de Wereldkampioenschappen en de laatste Olympische Spelen. Ze speelde in twee groepen van drie. Die twee groepen hadden de namen van Aleksandr Ragoelin en Ivan Hlinka. De winnaars van de twee groepen speelde in de finale.
Het toernooi was de directe erfgenaam van de IIHF Europa Cup (1965-1997) - en de European Hockey League (EHL, 1997-2000).

## Winnaars

### Knockout
| Jaar | Plaats          | Winnaar                 | Uitslag      | Tegenstander |
| ---- | --------------- | ----------------------- | ------------ | ------------ |
| 2005 | Sint-Petersburg | Avangard Omsk           | 2-1 (OT)     | Kärpät       |
| 2006 | Sint-Petersburg | Dinamo Moskou           | 4-4 (2-1 SO) | Kärpät       |
| 2007 | Sint-Petersburg | Ak Bars Kazan           | 6-0          | HPK          |
| 2008 | Sint-Petersburg | Metalloerg Magnitogorsk | 5-2          | Sparta Praag |